# Lithocarpus

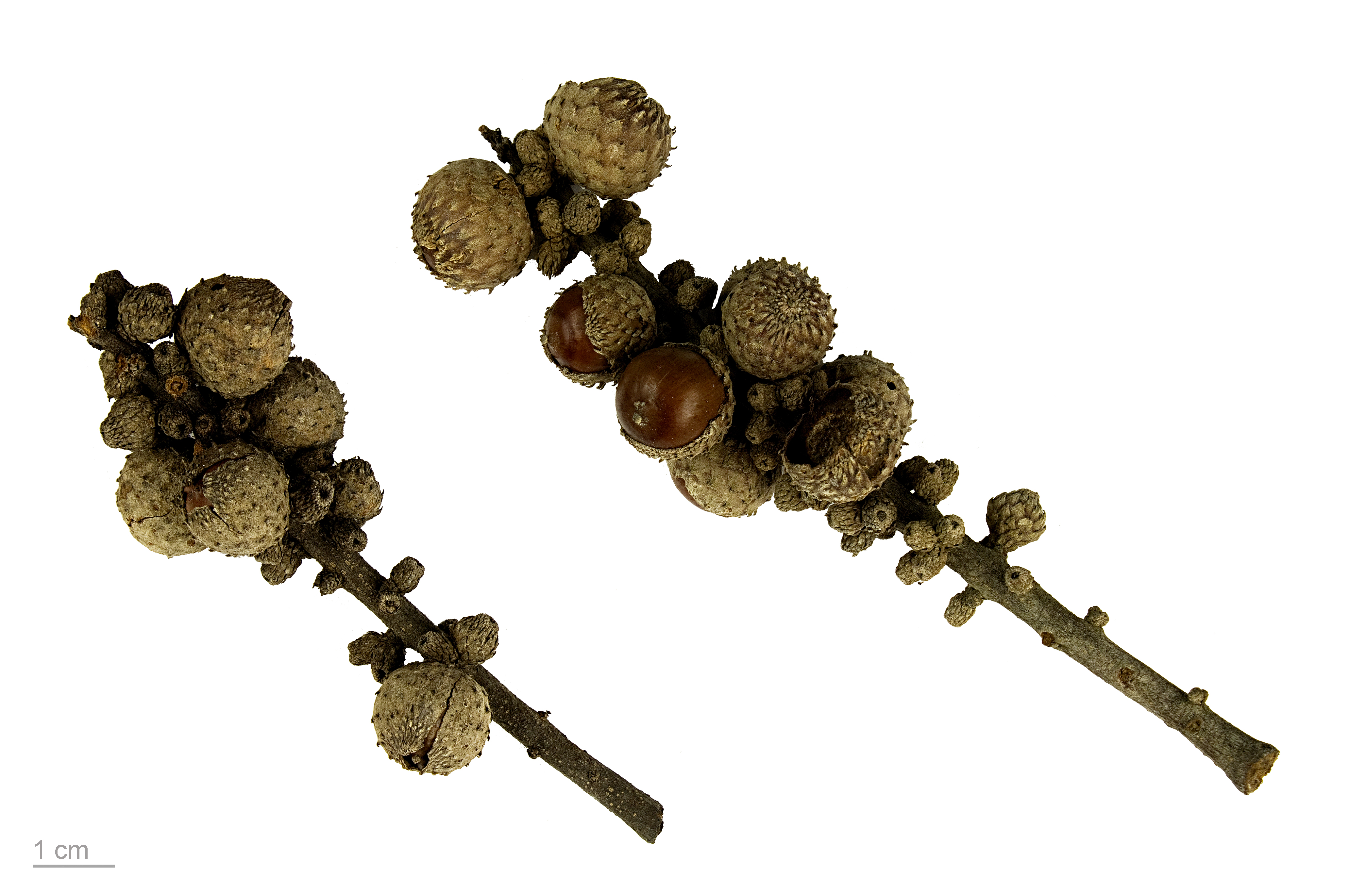
Lithocarpus sp.

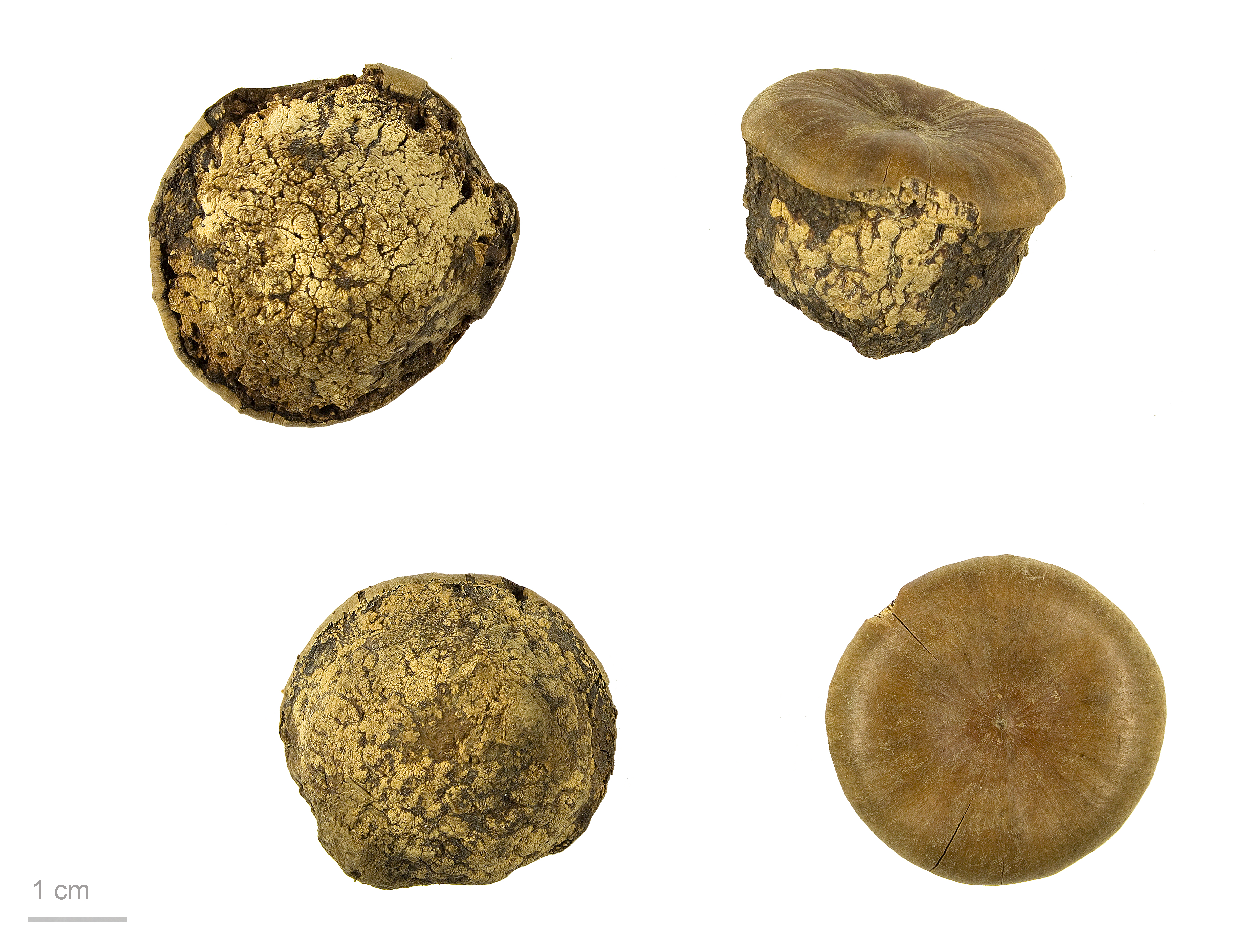
Lithocarpus sp.

Lithocarpus es un género de árboles de la familia Fagaceae. La lista Kew acepta 334 especies aunque algunos sistemas taxonómicos le atribuyen solo 100 especies, todas ellas nativas del suroeste de Asia, con la única excepción de Lithocarpus densiflorus, que es nativa del sur de Norteamérica —Oregón y California—.
Recientes estudios genéticos del Lithocarpus sugieren que la especie Norteamericana está distanciada de las especies asiáticas y puede ser transferida a su propio género monoespecífico (Notholithocarpus densiflorus).

## Descripción
Son árboles perennes con hojas coriáceas que pueden ser enteras o dentadas. La semilla es una cápsula similar a una bellota de roble, pero con la cáscara muy dura.  El núcleo de la cápsula de Lithocarpus edulis es comestible, pero no el de las demás especies.
Varias especies se cultivan como planta ornamental para parques y jardines en zonas templadas y subtropicales.

## Taxonomía
El género fue descrito por Carl Ludwig Blume y publicado en Bijdragen tot de flora van Nederlandsch Indië 10: 526. 1826.
Etimología
Lithocarpus: nombre genérico que deriva del griego de lithos = "piedra" y carpos = "fruta".

## Especies seleccionadas
- Lithocarpus cleistocarpus
- Lithocarpus densiflorus
- Lithocarpus edulis
- Lithocarpus glaber
- Lithocarpus henryi
- Lithocarpus pachyphyllus